# Dysstroma nyiwonis
Dysstroma nyiwonis là một loài bướm đêm trong họ Geometridae.